# Допуск
Допуск в машиностроении — разница между наибольшим и наименьшим (плюс-минус) предельными значениями параметров или отклонения от заданных параметров (номинальных размеров, массовой доли, массы): задаётся на геометрические размеры, физические и химические свойства. Назначается исходя из технологической точности и/или требований к изделию (продукту), в частности, к посадке сопрягаемых элементов. Любое значение параметра в заданном интервале является допустимым.
Возможности современных станков позволяют изготавливать детали с допусками ±0,0025 миллиметра, а в некоторых областях применение специального оборудования позволяет получать детали с точностью до ±0,00005 миллиметра.
В стандартах РФ, допуск — абсолютная величина.

## Обозначения
- Допуск IT = International tolerance;
- Верхние и нижние отклонения, ES = Ecart Superieur, EI = Ecart Interieur;
- Для отверстий большие буквы (ES, D), для валов малые (es, d).

## Термины
- Размер — числовое значение линейной величины (диаметра, длины и т. п.) в выбранных единицах измерения.
- В машиностроении существует три вида размеров:

- Номинальный размер — размер, который служит началом отсчета отклонений и относительно которого определяются предельные размеры. Обозначается нижним индексом н справа от обозначения размера: Dн, dн, Lн, lн, Bн, bн — номинальные диаметры, соответственно отверстия, вала, номинальные длины, соответственно отверстия, вала, номинальные ширины, соответственно отверстия, вала, и т. д. Для деталей, составляющих соединение, номинальный размер является общим. Номинальный размер определяют, исходя из функционального назначения детали или узла, в результате расчета деталей на прочность и т. д., и указывают на чертеже.
- Действительный размер — размер элемента, установленный измерением с допускаемой погрешностью. Обозначается нижним индексом д справа от обозначения размера: Dд, dд, Lд, lд, Bд, bд — действительные диаметры, соответственно отверстия, вала, действительные длины, соответственно отверстия, вала, действительные ширины, соответственно отверстия, вала, и т. д.
- Предельные размеры — два предельно допустимых размера элемента, между которыми должен находиться или которым может быть равен действительный размер годной детали. Больший из них называют наибольшим предельным размером, меньший — наименьшим предельным размером. Обозначают предельные размеры нижними индексами справа от обозначения размера max и min: Dmax, dmax, Lmax, lmax, Bmax, bmax — наибольшие предельные диаметры, соответственно отверстия, вала, наибольшие предельные длины, соответственно отверстия, вала, наибольшие предельные ширины, соответственно отверстия, вала, и т. д.; Dmin, dmin, Lmin, lmin, Bmin, bmin — наименьшие предельные диаметры, соответственно отверстия, вала, наименьшие предельные длины, соответственно отверстия, вала, наименьшие предельные ширины, соответственно отверстия, вала, и т. д.

- Отклонение размера — алгебраическая разность между этим размером (действительным или предельным) и соответствующим номинальным размером.
- Верхнее предельное отклонение ES, es — алгебраическая разность между наибольшим предельным и соответствующим номинальным размерами.

- для отверстия ES = Dmax — Dн
- для вала es = dmax — dн

- Нижнее отклонение EI, ei — алгебраическая разность между наименьшим предельным и соответствующим номинальным размерами.

- для отверстия EI = Dmin — Dн
- для вала ei = dmin — dн

- Действительное отклонение — алгебраическая разность между действительным и соответствующим номинальным размерами.
- для отверстия Eд = Dд — Dн для вала eд = dд — dн Отклонения, в отличие от размеров, которые всегда выражаются положительными числами, могут быть и положительными (со знаком плюс), если размер больше номинального, и отрицательными (со знаком минус), если размер меньше номинального. Если размер равен номинальному, то его отклонение равно нулю.
- Основное отклонение — одно из двух предельных отклонений (верхнее или нижнее), определяющее положение поля допуска относительно нулевой линии. В данной системе допусков и посадок основным является отклонение, ближайшее к нулевой линии.
- Нулевая линия — линия, соответствующая номинальному размеру, от которой откладываются отклонения размеров при графическом изображении полей допусков и посадок. Отрицательные отклонения откладываются внутрь детали, положительные — наружу.
- Допуск Т — разность между наибольшим и наименьшим предельными размерами или алгебраическая разность между верхним и нижним отклонениями. Допуск является абсолютной величиной без знака.
- Стандартный допуск IT — любой из допусков, устанавливаемых данной системой допусков и посадок.
- Поле допуска — поле, ограниченное наибольшим и наименьшим предельными размерами и определяемое величиной допуска и его положением относительно номинального размера. При графическом изображении поле допуска заключено между двумя линиями, соответствующими верхнему и нижнему отклонениям относительно нулевой линии.
- Квалитет (степень точности) — совокупность допусков, рассматриваемых как соответствующие одному уровню точности для всех номинальных размеров.
- Единица допуска i, I — множитель в формулах допусков, являющийся функцией номинального размера и служащий для определения числового значения допуска. i — единица допуска для номинальных размеров до 500 мм, I — единица допуска для номинальных размеров св. 500 мм.
- Вал — термин, условно применяемый для обозначений охватываемых элементов деталей, включая и нецилиндрические элементы.
- Отверстие — термин, условно применяемый для обозначения охватывающих элементов деталей, включая и нецилиндрические элементы.
- Основной вал — вал, верхнее отклонение которого равно нулю.
- Основное отверстие — отверстие, нижнее отклонение которого равно нулю.
- Посадка — характер соединения двух деталей, определяемый разностью их размеров до сборки.
- Номинальный размер посадки — номинальный размер, общий для отверстия и вала, составляющих соединение.
- Допуск посадки — сумма допусков отверстия и вала, составляющих соединение.
- Зазор — разность между размерами отверстия и вала до сборки, если размер отверстия больше размера вала.

## Линейные размеры, углы, качество поверхности, свойства материала, технические характеристики
Линейные размеры, углы, качество поверхности, свойства материала, технические характеристики указываются:
1. в виде числового значения допуска;
2. в виде двух предельных отклонений между которыми находится действительный размер ({\displaystyle \varnothing 30_{-0,11}^{+0,31},\ ~50^{+0,2},\ ~60^{\circ }\pm 3'}) ;
3. сочетанием букв (буквы) основного отклонения и номера квалитета ({\displaystyle \varnothing 40H7,\ ~20k6,\ ~36JS7});
4. в виде наибольшего и наименьшего предельных значений;
5. знаком «больше или равно» ({\displaystyle \geq }) или «меньше или равно» ({\displaystyle \leq });
6. процентом.

Для устранения излишнего многообразия числовые величины рекомендуют приводить в соответствие (например, округлять расчетные значения) с предпочтительными числами. На основе рядов предпочтительных чисел разработаны ряды нормальных линейных размеров (ГОСТ 6636-69).
Нормальные линейные размеры, мм:
| 3,2 | 3,4   | 3,6   | 3,8   | 4,0   | 4,2 | 4,5   | 4,8 | 5,0   | 5,3   |
| 5,6 | 6,0   | 6,3   | 6,7   | 7,1   | 7,5 | 8,0   | 8,5 | 9,0   | 9,5   |
| 10  | 10,5  | 11    | 11,5  | 12    | 13  | 14    | 15  | 16    | 17    |
| 18  | 19    | 20    | 21    | 22    | 24  | 25    | 26  | 28    | 30    |
| 32  | 34/35 | 36    | 38    | 40    | 42  | 45/47 | 48  | 50/52 | 53/55 |
| 56  | 60/62 | 63/65 | 67/70 | 71/72 | 75  | 80    | 85  | 90    | 95    |
| 100 | 105   | 110   | 120   | 125   | 130 | 140   | 150 | 160   | 170   |
| 180 | 190   | 200   | 210   | 220   | 240 | 250   | 260 | 280   | 300   |
| 320 | 340   | 360   | 380   | 400   | 420 | 450   | 480 | 500   | 530   |
| 560 | 600   | 630   | 670   | 710   | 750 | 800   | 850 | 900   | 950   |

## Предельное отклонение угла конуса
Предельное отклонение угла конуса:
- если конус задан конусностью — обозначается символами {\displaystyle AT_{D}} и числовым значением степени точности;
- если конус задан углом — обозначается символами {\displaystyle AT'_{\alpha }} и числовым значением степени точности.

## Допуск формы и расположения поверхностей
Допуск формы и расположения поверхностей указывается в виде условных обозначений (графически с числовым значением допуска) или текстом.
| Группа допуска                        | Вид допуска                                                                | Знак |
| ------------------------------------- | -------------------------------------------------------------------------- | ---- |
| Допуск формы                          | Допуск прямолинейности                                                     |      |
| Допуск формы                          | Допуск плоскостности                                                       |      |
| Допуск формы                          | Допуск круглости                                                           |      |
| Допуск формы                          | Допуск цилиндричности                                                      |      |
| Допуск формы                          | Допуск профиля продольного сечения                                         |      |
| Допуск расположения                   | Допуск параллельности                                                      |      |
| Допуск расположения                   | Допуск перпендикулярности                                                  |      |
| Допуск расположения                   | Допуск наклона                                                             |      |
| Допуск расположения                   | Допуск соосности                                                           |      |
| Допуск расположения                   | Допуск симметричности                                                      |      |
| Допуск расположения                   | Позиционный допуск                                                         |      |
| Допуск расположения                   | Допуск пересечения осей                                                    |      |
| Суммарный допуск формы и расположения | Допуск радиального биения, торцового биения, биения в заданном направлении |      |
| Суммарный допуск формы и расположения | Допуск полного радиального биения, полного торцового биения                |      |
| Суммарный допуск формы и расположения | Допуск формы заданного профиля                                             |      |
| Суммарный допуск формы и расположения | Допуск формы заданной поверхности                                          |      |

## Квалитет
Квалитет (в русском от нем. Qualität, которое от лат. qualitas — качество) — характеристика точности изготовления изделия (детали), определяющая значения допусков.
Квалитет является мерой точности. С увеличением квалитета допуск увеличивается, а точность понижается.
- Допуск по квалитету обозначается буквами IT с указанием номера квалитета, например IT8 — допуск по 8-му квалитету.
  - Квалитеты с 01 до 4-го используются для изготовления калибров и контркалибров:
    - с 01-й по 1-й — в плоскопараллельных концевых мер длины[4];
    - а со 2-й по 4-й — также при изготовлении некоторых деталей измерительных приборов и инструментов[4].

  - Квалитеты от 5-го до 12-го применяют для изготовления деталей, образующих сопряжения — относительные положения составных частей изделия, характеризуемые соприкосновением их поверхностей или зазором между ними, заданными конструкторской документацией (например, гладкие цилиндрические соединения):
    - 5-й и 6-й — при изготовлении наиболее высокоточных ответственных соединений в машинострении (например. шпинделей прецизионных станков)[4];
    - 7-й и 8-й — самые распространённые в машиностроении[4];
    - 9-й и 10-й встречаются в крупногабаритных машинах (например, железнодорожных, сельскохозяйственных, полиграфических)[4];
    - 11-й и 12-й — в неответственных соединениях (например, крышках)[4].

  - Квалитеты от 13-го до 17-го используют для параметров деталей, не образующих сопряжений и не оказывающих определяющего влияния.
- Основная закономерность построения допусков размеров (допуск обозначается IT = International tolerance),
  - IT, мкм = K * i,
  - где K — квалитет (число единиц допуска), i — единица допуска, мкм.
- На диаметры от 1 до 500 мм единица допуска функциональностью связана с номинальным размером {\displaystyle i=0.45{\sqrt[{3}]{D}}+0.001D}, мкм.
- Соответствующие значения допуска регламентируются стандартом на допуски и посадки (Limits and Fits) ISO 286-1:2010[5], а также ГОСТ 25346-89.[6].

Значение допусков для размеров основного отверстия до 500 мм:
| Размер, мм | Допуск, мкм, при квалитете | Допуск, мкм, при квалитете | Допуск, мкм, при квалитете | Допуск, мкм, при квалитете | Допуск, мкм, при квалитете | Допуск, мкм, при квалитете | Допуск, мкм, при квалитете | Допуск, мкм, при квалитете | Допуск, мкм, при квалитете | Допуск, мкм, при квалитете | Допуск, мкм, при квалитете | Допуск, мкм, при квалитете | Допуск, мкм, при квалитете | Допуск, мкм, при квалитете | Допуск, мкм, при квалитете | Допуск, мкм, при квалитете | Допуск, мкм, при квалитете | Допуск, мкм, при квалитете | Допуск, мкм, при квалитете |
| Размер, мм | 01                         | 0                          | 1                          | 2                          | 3                          | 4                          | 5                          | 6                          | 7                          | 8                          | 9                          | 10                         | 11                         | 12                         | 13                         | 14                         | 15                         | 16                         | 17                         |
| ---------- | -------------------------- | -------------------------- | -------------------------- | -------------------------- | -------------------------- | -------------------------- | -------------------------- | -------------------------- | -------------------------- | -------------------------- | -------------------------- | -------------------------- | -------------------------- | -------------------------- | -------------------------- | -------------------------- | -------------------------- | -------------------------- | -------------------------- |
| До 3       | 0,3                        | 0,5                        | 0,8                        | 1,2                        | 2                          | 3                          | 4                          | 6                          | 10                         | 14                         | 25                         | 40                         | 60                         | 100                        | 140                        | 250                        | 400                        | 600                        | 1000                       |
| 3—6        | 0,4                        | 0,6                        | 1                          | 1,5                        | 2,5                        | 4                          | 5                          | 8                          | 12                         | 18                         | 30                         | 48                         | 75                         | 120                        | 180                        | 300                        | 480                        | 750                        | 1200                       |
| 6—10       | 0,4                        | 0,6                        | 1                          | 1,5                        | 2,5                        | 4                          | 6                          | 9                          | 15                         | 22                         | 36                         | 58                         | 90                         | 150                        | 220                        | 360                        | 580                        | 900                        | 1500                       |
| 10—18      | 0,5                        | 0,8                        | 1,2                        | 2                          | 3                          | 5                          | 8                          | 11                         | 18                         | 27                         | 43                         | 70                         | 110                        | 180                        | 270                        | 430                        | 700                        | 1100                       | 1800                       |
| 18—30      | 0,6                        | 1                          | 1,5                        | 2,5                        | 4                          | 6                          | 9                          | 12                         | 21                         | 33                         | 52                         | 84                         | 130                        | 210                        | 330                        | 520                        | 840                        | 1300                       | 2100                       |
| 30—50      | 0,6                        | 1                          | 1,5                        | 2,5                        | 4                          | 7                          | 11                         | 16                         | 25                         | 39                         | 62                         | 100                        | 160                        | 250                        | 390                        | 620                        | 1000                       | 1600                       | 2500                       |
| 50—80      | 0,8                        | 1,5                        | 2                          | 3                          | 5                          | 8                          | 13                         | 19                         | 30                         | 46                         | 74                         | 120                        | 190                        | 300                        | 460                        | 740                        | 1200                       | 1900                       | 3000                       |
| 80—120     | 1                          | 1,5                        | 2,5                        | 4                          | 6                          | 10                         | 15                         | 22                         | 35                         | 54                         | 87                         | 140                        | 220                        | 350                        | 540                        | 870                        | 1400                       | 2200                       | 3500                       |
| 120—180    | 1,2                        | 2                          | 3,5                        | 5                          | 8                          | 12                         | 18                         | 25                         | 40                         | 63                         | 100                        | 160                        | 250                        | 400                        | 630                        | 1000                       | 1600                       | 2500                       | 4000                       |
| 180—250    | 2                          | 3                          | 4,5                        | 7                          | 10                         | 14                         | 20                         | 29                         | 46                         | 72                         | 115                        | 185                        | 290                        | 460                        | 720                        | 1150                       | 1850                       | 2900                       | 4600                       |
| 250—315    | 2,5                        | 4                          | 6                          | 8                          | 12                         | 16                         | 23                         | 32                         | 52                         | 81                         | 130                        | 210                        | 320                        | 520                        | 810                        | 1300                       | 2100                       | 3200                       | 5200                       |
| 315—400    | 3                          | 5                          | 7                          | 9                          | 13                         | 18                         | 25                         | 36                         | 57                         | 89                         | 140                        | 230                        | 360                        | 570                        | 890                        | 1400                       | 2300                       | 3600                       | 5700                       |
| 400—500    | 4                          | 6                          | 8                          | 10                         | 15                         | 20                         | 27                         | 40                         | 63                         | 97                         | 155                        | 250                        | 400                        | 630                        | 970                        | 1550                       | 2500                       | 4000                       | 6300                       |